# 圣叙尔皮斯勒迪努瓦
圣叙尔皮斯-勒迪努瓦（法語：Saint-Sulpice-le-Dunois，法語發音：[sɛ̃ sylpis lə dynwa]）是法国克勒兹省的一个市镇，位于该省北部，属于盖雷区。

## 地理
圣叙尔皮斯-勒迪努瓦（46°17'56"N, 1°43'52"E）面积30.85 平方千米，位于法国新阿基坦大区克勒兹省，该省份为法国中部省份，位于法國中央高原西北部，北起安德尔省和谢尔省，西接维埃纳省，南至科雷兹省，东临多姆山省，东北与阿列省接壤。
与圣叙尔皮斯-勒迪努瓦接壤的市镇（或旧市镇、城区）包括：比西耶尔迪努瓦斯、拉塞勒迪努瓦斯、丹勒帕莱斯泰勒、纳亚、维拉尔。
圣叙尔皮斯-勒迪努瓦的时区为UTC+01:00、UTC+02:00（夏令时）。

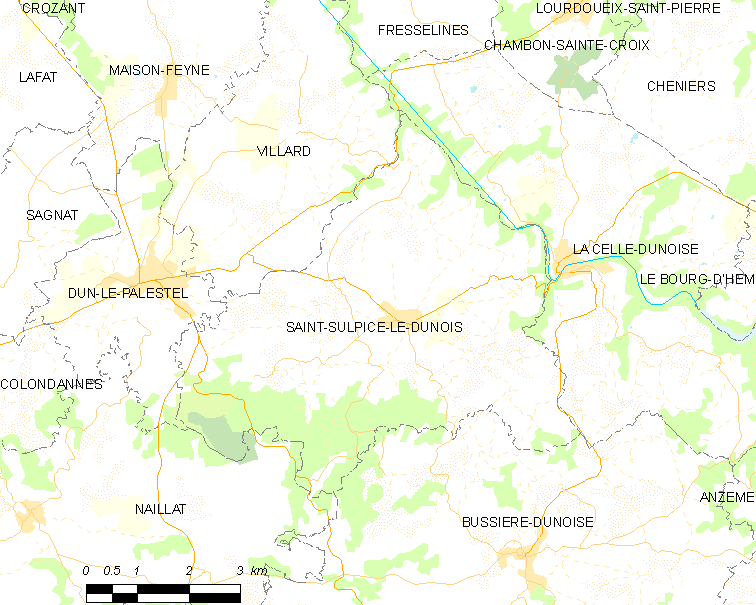
圣叙尔皮斯-勒迪努瓦的OSM定位图

## 行政
圣叙尔皮斯-勒迪努瓦的邮政编码为23800，INSEE市镇编码为23244。

## 政治
圣叙尔皮斯-勒迪努瓦所属的省级选区为丹勒帕莱斯泰勒县。

## 人口

1962-2008年间圣叙尔皮斯-勒迪努瓦人口变化图示

圣叙尔皮斯-勒迪努瓦于2022年1月1日时的人口数量为570人。